# Kabul khan
Kabul khan, född 1120-talet, död 1148/1150, var en mongolisk khan i klanen Borjiginerna och grundare av Khamagmongolerna. Kabul khan regerade från runt 1140 till ca 1149. Kabul khan var den första stora mongolledaren och var den första att använda titeln "khan". Djingis khan var Kabul khans barnbarns barn och Khaidu, "den första att regera alla mongoler", var Kabul khans farfars far.
Khamagmongolernas största fiende var den jurchenstyrda Jindynastin.
När Kabul khan var inbjuden till Zhongdu (dagens Peking) för förhandlingar och träffade Jindynastins kejsar Xizong blev han mycket berusad och drog kejsaren i skägget. Kabul khan lyckades klara sig oskadd från mötet, men som hämnd blev hans efterträdare Ambaghai khan senare tillfångatagen och korsfäst. Historien var en viktig del till den efterkommande fortsatta rivaliteten mellan mongolerna och Jindynastin.
Kabul khan hade sju söner varav alla utom Bartan Baghatur blev mördade av Taidshuts.